# Iglesia y Monasterio de Santa Catalina de Alejandría
La Iglesia y Monasterio de Santa Catalina de Alejandría (en eslovaco: Kostol a kláštor svätej Kataríny Alexandrijskej; en alemán: St. Katharein) son las ruinas de un monasterio de la Iglesia católica que pertenecía a los franciscanos y que data de principios del siglo XVII, localizándose en lo profundo de los bosques de los Pequeños Cárpatos (Malé Karpaty) al oeste de Eslovaquia, a 20 km al norte de Trnava sobre el arroyo Dubovský, cerca de las localidades de Dechtice, Naháč y Dobrá Voda.